# Drakenburger Marsch
Die Drakenburger Marsch ist ein Naturschutzgebiet in den niedersächsischen Gemeinden Drakenburg in der Samtgemeinde Heemsen und der Stadt Nienburg/Weser im Landkreis Nienburg/Weser.
Das Naturschutzgebiet mit dem Kennzeichen NSG HA 155 ist 254 Hektar groß. Es grenzt nach Westen und Süden an das Landschaftsschutzgebiet „Wesermarsch“. Das Gebiet, das vom Nienburger Kreisverband des Naturschutzbundes Deutschland betreut wird, steht seit dem 19. September 1991 unter Naturschutz. Zuständige untere Naturschutzbehörde ist der Landkreis Nienburg/Weser.
Das Naturschutzgebiet liegt nördlich von Nienburg zwischen der Weserschleife westlich von Drakenburg und dem Geestrand und stellt einen der letzten zusammenhängenden Grünlandkomplexe im Niederungsbereich der Weser unter Schutz, der eine ehemals für die gesamte Wesermarsch typische Landnutzungsform darstellt.
Die Landschaft wird von zahlreichen Hecken gegliedert, die für zahlreiche Tiere und Pflanzen einen wichtigen Rückzugsraum darstellen. Daneben ist ein verhältnismäßig großer Bestand an Gehölzen (Einzelbäume und Baumgruppen) zu finden. Große Teile des Schutzgebietes werden landwirtschaftlich genutzt, überwiegend als Dauergrünland, teilweise auch als Acker. Das Grünland ist teilweise durch Flutmulden geprägt. Es wird regelmäßig überschwemmt und stellt so einen wichtigen Rückzugsraum für an temporäre Gewässer und zeitweise feuchtes Grünland gebundene Tiere und Pflanzen dar.
Im Naturschutzgebiet befinden sich auch mehrere große Teiche, die durch Auskiesung entstanden sind. Neben ihrer Funktion als Lebensraum sind sie auch Rastgebiet für durchziehende Wasservögel.